# Сьюдад-Эвита
Сьюдад-Эвита (исп. Ciudad Evita) — город в Аргентине в провинции Буэнос-Айрес в муниципалитете Ла-Матанса.

## История
В 1947 году по распоряжению президента Аргентины Хуана Доминго Перона эти земли были конфискованы для того, чтобы возвести на них город, названный в честь его жены Эвы Дуарте. Изначально там было 15 тысяч домов, а улицы шли так, что пассажиры самолётов, приземлявшихся в расположенном в 6 км к югу международном аэропорту, видели нарисованный ими профиль Эвы Дуарте с развевающимися по ветру волосами.
В 1955 году Хуан Доминго Перон был свергнут, и пришедшие к власти военные в рамках борьбы с наследием «перонизма» переименовали город в Сьюдад-Хенераль-Бельграно (в честь одного из основателей независимой Аргентины — генерала Мануэля Бельграно). После этого город стал управляться Национальным ипотечным банком Аргентины (за исключением некоторых общественных служб, за которые отвечал муниципалитет Ла-Матанса). В 1963 году банк сдал полномочия администрации муниципалитета, и в городе начались перенарезка земельных участков и переименования улиц.
После того, как на выборах 1973 года президентом Аргентины вновь стал Хуан Доминго Перон, городу было возвращено название Сьюдад-Эвита. В 1976 году опять произошёл военный переворот, и город был на этот раз переименован в Сьюдад-Хенераль-Мартин-Мигель-де-Гуэмес (в честь другого борца за независимость Аргентины — генерала Мартина Мигеля де Гуэмеса). После того, как в 1983 году Аргентина вернулась к демократии, городу вновь было возвращено название Сьюдад-Эвита.
В 1997 году город Сьюдад-Эвита был включён в Национальный список исторических памятников Аргентины как типичный представитель архитектурного стиля 1945—1955 годов.

## Известные уроженцы
- Хуан Игнасио Чела (род.1979) — теннисист.
- Кристиан Фаббиани (род.1983) — футболист.